# 黄教安
黄 教安（ファン・ギョアン、韓国語: 황교안、1957年4月15日 - ）は、韓国の政治家、検事、弁護士。
2016年12月9日に朴槿恵大統領に対する弾劾訴追議案が可決されたため、憲法の規定で、大統領権限代行を兼務。大統領権限代行の兼務期間は憲法裁判所による朴槿恵大統領の罷免決定を受けて前倒しされた大統領選挙で当選した共に民主党の文在寅が就任する2017年5月10日まで続いた。
釜山高検検事長、法務部長官（第63代）、国務総理（首相に相当）、自由韓国党代表、未来統合党代表を歴任した。

## 概説
検察生活は30年に及び、理論と実務を兼ね揃えた公安通として知られるなど、公安畑としてのイメージが強い。このため、2015年に国務総理候補者となった際には野党から「強権的」「公安統治の復活」であると非難を浴びた。
合理的にリーダーシップを発揮し、外柔内剛とも表現される。また、検事時代には国家保安法の解説書を出版したこともある。
崔順実ゲート事件の発覚によって大統領の朴槿恵が罷免に追い込まれた際、政治的混乱に陥りかねない時期ではあったものの、大統領権限代行として国政を無難に運営し、大統領選挙で当選した文在寅に国政を混乱無く移行させた手腕を評価する声もある。

## 来歴
1957年4月15日、ソウル出身。京畿高等学校、成均館大学校法科大学を卒業後、1981年に第23回司法試験に合格。司法研修院第13期となり、1983年に修了した。慢性蕁麻疹により第二国民役（5級）判定を受けており兵役経験はない。

### 検事として
1992年にソウル地方検察庁検事となり、検事としてのキャリアをスタートさせた。ソウル地方検察庁の公安2部部長であった2003年には国家情報院に盗聴疑惑の捜査に関わり、国情院課長の逮捕などに至っている。こうした姿勢が、後に歴代政権に敬遠されるもととなったという評価もある。
2009年1月に昌原地方検察庁では検事長、同年8月より大邱高等検察庁で検事長、2011年1月より釜山高等検察庁の検事長を務め、退任後は弁護士に転じた。このとき1年5ヶ月勤務した法律事務所より合計約16億ウォンという報酬を得ているが、後に法務部長官のための聴聞会の際に、前官を礼遇するための非正常慣行ではないかとの疑惑が持ち上がった。

### 朴槿恵政権下

#### 法務部長官として
2013年に発足した朴槿恵政権では法務部長官に就任。黄は朴の考えをよく理解しており、朴からの信頼も厚いと言われている。法務部長官として務めた2年間、長官としての役割を忠実に果たし、安定した法務行政を行ったと評されている。
2014年4月に発生したセウォル号沈没事故では、事故を起こした運航会社、清海鎮海運の事実上のオーナーである兪炳彦を背任容疑で指名手配したものの逮捕することができず、法務部長官として黄の責任を問う声もあがった。最終的に兪は既に変死体となって死亡していたことが明らかとなり、黄は謝罪に追い込まれた。
2014年8月に発生した産経新聞韓国大統領名誉毀損問題では産経新聞の加藤達也前ソウル支局長が出国禁止措置の解除を求め続けたが、黄は法務部長官として出国禁止延長処分の取り消し、および効力を停止させる申請を受ける立場にあった。何度も出国禁止措置は延長され、2月6日には措置の取り消しを求める訴訟を起こされている。最終的に2015年4月14日に加藤前支局長の出国が認められ、4月27日に訴訟も取り下げられた。加藤前支局長が謝罪すれば起訴しないという提案を行ったことについては否定し、誤った報道を行ったのに訂正も謝罪もないのはおかしいと反論している。
親北左翼政党である統合進歩党については大韓民国を内部崩壊させる癌のような存在であるとして政府による政党解散を主張するなど強硬な姿勢で臨み、2014年11月25日には統合進歩党の李正姫代表と憲法裁判所において4時間に及ぶ舌戦を展開、同年12月19日に憲法裁は統合進歩党に解散を命じた。こうした断固とした姿勢は高く評価されている。
2014年には国家情報院院長として名前が挙がったこともある（結局は国家安全企画部第2次長を務めたことのある李丙琪駐日大使が就任）。
2007年にフィリピンで韓国人観光客が拉致・殺人されるという事件が19件発生し、容疑者の韓国への身柄引き渡しが2015年5月になってようやく実現したが、これには黄のフィリピン当局に対する働きかけが功を奏した結果だと評価されている。

#### 国務総理
2015年4月、李完九国務総理ら与野党の議員8人に違法政治資金授受疑惑が持ち上がった際、黄は法務部長官として、疑惑が取り沙汰された8人に限らない全面的な捜査を行うと宣言。その後、ほどなくして李は国務総理辞任を表明し、同年5月21日、黄は青瓦台から首相候補として発表されることとなった。首相指名を受けた際に行った記者会見では国の基本を正すと抱負を述べている。6月18日、国会で任命同意案が可決され、即日就任した。黄の国務総理就任は概ね好意的に受け止められ、国務総理指名後に与党セヌリ党の支持率は上昇に転じた。
就任直後の6月19日には、韓国で広がりを見せていた中東呼吸器症候群(MERS)への対策が後手に回ってきたことについて、国会で新首相として謝罪を表明。7月28日には事実上の終息宣言を出した。
2015年10月20日、ソウルで開幕したソウル国際航空宇宙・防衛産業展示会（ソウルADEX2015）において、2020年までに世界7大航空宇宙産業強国に入ることを目標として掲げたほか、航空宇宙産業と防衛産業の発展に取り組むことを表明した。
2016年6月25日に開かれた朝鮮戦争66周年記念式典において、北朝鮮が中距離弾道ミサイルを日本海に向け発射し続けていることについて、同国による対話の提案がいかに欺瞞的であるかを示すものだとして非難した。
2016年7月15日、THAADミサイル配備先候補地に決定した慶尚北道星州郡にて説明会を開催するため、韓民求国防部長官らとともに郡庁を訪れたが、反対派から卵やペットボトルを投げつけられ、説明会は30分で中断を余儀なくされる。その後、車に避難したが配備に反対する住民に取り囲まれてしまい、合計6時間半もの間立ち往生を余儀なくされた。一連の出来事は警察による捜査が行われる事件となっている。
2016年10月下旬に朴槿恵が国家機密を親しい友人の崔順実に漏らしていたことが発覚し、支持率が急落。当面の打開策として挙国一致内閣を樹立すべきとの声が高まり、11月2日、朴は後継首相に青瓦台政策室長などを歴任した国民大学校教授の金秉準を指名したが、事前に野党への相談がなかったためこの人事が議会で承認を受けるめどが立たず、最終的に金秉準の指名は撤回されており、黄は首相職務を継続。同年11月のアジア太平洋経済協力会議(APEC)の首脳会議にも大統領の代わりに出席した。

#### 大統領権限代行
2016年12月9日に国会が朴槿恵大統領に対する弾劾訴追案を可決し、朴大統領は同日午後7時3分に職務停止となった。憲法の規定により国務総理である黄教安が同時刻より大統領の権限を代行することとなった。
次期大統領選挙有力候補の支持率調査において黄は2017年1月下旬の時点で4.6％であったが、2月1日に保守派の有力候補だった潘基文前国連事務総長が選挙不出馬を表明すると、直後の世論調査では12.1％まで上昇し、文在寅に次ぐ2位となった。またセヌリ党内からも保守派候補としての出馬に期待の声が挙がるようになった。
朴槿恵弾劾裁判の捜査期限を迎える前日の2月27日、黄は特別検察官捜査チームより要請されていた捜査期間の延長を承認せず、2月28日に捜査は終了した。3月10日に憲法裁判所は朴槿恵の大統領罷免を裁判官8人の全員一致で決定し、即日失職した。
3月15日の臨時閣議で次期大統領選挙の日程を5月9日に決定し、同時に国政の安定と公正な選挙管理を行うことを理由に、自らの立候補を否定した。
5月9日の大統領選挙で共に民主党前代表の文在寅が大統領に当選し、文新大統領が就任した翌5月10日午前8時9分をもって、大統領権限代行が終了。新首相として全羅南道知事の李洛淵が指名されたことを受けて内閣総辞職を表明したが、文在寅大統領からは当面、受理しない方針を伝えられた。ところが、翌11日には一転して辞意が認められ、退任した。

### 自由韓国党党首
2019年1月に行われた次期大統領選挙への出馬が目される政治家12人の支持率調査が行われ、黄は李洛淵首相の13.9％に次ぐ僅差の13.5％で2位となり、同月29日の同様の調査では支持率17.1％で李洛淵の15.3％を抑え1位となるなど、保守派の次期大統領の有力候補として注目される存在となった。しかし、保守派は黄教安の他にめぼしい候補がいないのに対し、進歩（革新）派は李洛淵の他にも朴元淳や李在明など有力候補が複数いることもあり、2018年12月29～31日に行われた世論調査では、次期大統領選挙が李洛淵と黄教安の一騎打ちになった場合には、黄教安は李洛淵に大差で敗れるという結果が出ている。
1月15日には保守系最大野党の自由韓国党に入党。2月27日に行われた党代表選挙に立候補し当選。
2019年7月に日本が韓国に対して半導体材料の輸出管理を強化した際には文在寅政権の対応が遅れたことを指摘しつつも、問題解決のため政府に協力することを表明。7月18日の文在寅大統領と与野党5党代表が集まった会談では日本に対する経済報復措置の即時撤回を要求することで合意したが、これが黄が初めて文在寅と対話した機会となった。とはいえ文在寅政権の外交政策にはその後も批判を行っており、米韓同盟の軽視や反日を煽るばかりで具体的な対策がないとしている。
2019年9月には文在寅が側近の曹国元大統領府民情首席秘書官を、様々な疑惑が晴れないまま法務部長官に任命したことに抗議し、抗議集会の場で髪の毛を剃り落とすパフォーマンスを行った。韓国では剃髪は固い決意を示すものとされるが、支持者からの評価は分かれた。

### 未来統合党代表
2020年2月17日、自由韓国党・新しい保守党・未来に向けた前進4.0が合同して結成した新党・未来統合党の初代代表に就任した。
同年4月15日に執行された第21代総選挙では、COVID-19対応の成果を強調する与党に苦戦を強いられ、保守系勢力の結集に失敗したこともあり、与党系当選者が全議席の5分の3を占めるという1987年の民主化以来の圧勝を許し、すべての役職を辞任すると表明。自らの選挙も同じ選挙区の李洛淵前国務総理に敗れ落選した。

### 第21代大統領選挙出馬
2025年4月9日、国民の力を離党し、無所属で第21代大統領選挙に出馬することを表明した。しかし、6月1日に共に民主党の李在明候補の当選を防ぐためとして国民の力の金文洙候補の支持を表明し、撤退した。

## 人物
敬虔なキリスト教徒である。2019年5月12日、自由韓国党代表として灌仏会の行事に参加した際、合掌の礼をしなかったため、曹渓宗に批判されたが、韓国基督教総連合会と韓国教会連合は黄を支持した。

## 政策・主張
自分が落選した第21代総選挙については「4・15不正選挙」と呼び、「中央選挙管理委員会は選挙操作の主犯」と主張している。2024年12月3日に尹錫悦大統領が非常戒厳を発令した際には、その直後に（どの選挙のことかは不明だが）不正選挙を暴くことが必要である、と自身のSNSに投稿している。

### 日本によるキャッチオール規制運用見直しについて
2019年7月30日、自由韓国党日本輸出規制対策特別委員会第2次会議に出席。日本のキャッチオール規制（ホワイト国の適用）の運用見直しに関し、「韓日関係を元に戻せない破局に向かわせる致命的行為になることを安倍政権に厳重に警告する」と述べている。